# Totleitung
Als Totleitung wird eine Wasserleitung bezeichnet, die  zumeist für die spätere Nachrüstung mit Armaturen verlegt wurde und die nicht genutzt wird.

## Funktion und Gefahren
Die Leitung wird nicht benutzt und ist in der Wand/Boden mit einem Blindstopfen oder Gewindekappe versehen, der das Austreten von Wasser verhindert. Oft werden Leitungen nach Änderungen am Rohrsystem nicht mehr benötigt, sind aber noch angeschlossen und mit Wasser gefüllt. Stehendes Wasser oder Stagnationswasser ist in Bezug auf physikalische, chemische und biologische Prozesse ein Problem für die Trinkwasserversorgung. Da das Wasser in den Totleitungen stagniert, kann es zu einer Brutstätte von Mikroorganismen, wie beispielsweise Legionellen werden. Zum Teil wird es durch das vorbeifließende Wasser in das Trinkwassersystem ausgeschwemmt.